# طرخشقون آذري
طرخشقون آذري (الاسم العلمي:Taraxacum azerbaijanicum) هو نوع من النباتات يتبع جنس الطرخشقون من الفصيلة النجمية. سمي هذا النوع نسبةً إلى أذربيجان.